# آیرین منینگ
آیرین منینگ (انگلیسی: Irene Manning؛ ۱۷ ژوئیهٔ ۱۹۱۲ – ۲۸ مهٔ ۲۰۰۴) یک هنرپیشه، و خواننده اهل ایالات متحده آمریکا بود.